# Кола ди Нетро (Бјела)
Кола ди Нетро је насеље у Италији у округу Бијела, региону Пијемонт.
Према процени из 2011. у насељу је живело 60 становника. Насеље се налази на надморској висини од 468 м.